# كيد رينا
كيد رينا (بالإنجليزية: Kid Rena)‏ هو عازف جاز أمريكي، ولد في 30 أغسطس 1898 في نيو أورلينز في الولايات المتحدة، وتوفي بنفس المكان في 25 أبريل 1949.

## وصلات خارجية
- كيد رينا على موقع ميوزك برينز (الإنجليزية)
- كيد رينا على موقع أول ميوزيك (الإنجليزية)